# Currie Graham
Currie Graham (Hamilton, 26 de febrero de 1967) es un actor canadiense de cine, teatro y televisión. Estudió en la Academia Estadounidense de Artes Dramáticas (en Nueva York).
Graham es conocido por interpretar el teniente Thomas Bale, el comandante de la estación en la última temporada de la serie de televisión NYPD Blue, tras haber hecho su aparición en la segunda temporada representando a un criminal de poca monta. Sus otras apariciones regulares protagonizada por televisión incluyen la última temporada del programa de televisión Suddenly Susan como Nate Knaborski, el interés romántico de la protagonista.
Graham ha establecido una carrera en la televisión a través de varios papeles protagonistas o como artista invitado, incluyendo papeles recurrentes en House como el esposo de Stacy (Sela Ward), la exnovia del Dr. House; en El mentalista como Walter Mashburn, en Weeds como Vince; en 24 como Ted Cofell, en Boston Legal como Frank Ginsberg; en Mujeres desesperadas como Ed Ferrara, el jefe de Lynette Scavo; en Suits en la T01 E02 "Errores y omisiones" como el juez Donald Pearl; en Mentes criminales como Viper, en el episodio «52 Pickup» y en Men in Trees como el supervisor Richard Ellis, interés romántico de la jefa local de la policía Celia Bachelor. También apareció en Over There (temporada 1, episodio 10) como el cabo Shaver, y en La juez Amy, Would Be Kings (miniserie) y CSI.
Apareció en la película directa a DVD Stargate: el arca de la verdad, de la franquicia Stargate SG-1, como el agente James Marrick. Anteriormente había interpretado a Nick Balco en la serie Raising the Bar, de TNT. También apareció en el episodio piloto de Brimstone como el detective William Kane. En 2010 fue estrella invitada en la temporada 4 de Private Practice haciendo de un paciente hermano de French Stewart.
En 2022 apareció en la serie Reacher interpretando al Sr. Kliner; propietario de Industrias Kliner. 

## Vida privada
Vive en Los Ángeles (California) con su esposa y su hija.